# Андріївська гора
Андріївська гора — височина у Києві, на правому березі Дніпра. Являє собою відриг Старокиївської гори (у широкому значенні — Старокиївське плато), її північний виступ. За іншім визначенням — «схил Старокиївського плато, обернений у бік Подолу між Андріївським узвозом та фунікулером». Межи гори визначені Андріївським узвозом, вулицею Боричів Тік, трасою фунікулера і східним краєм забудови вздовж Десятинної вулиці. Назва — від Андріївської церкви спорудженої в 1749—1754 роках. К півночі, прилягаючи до Андріївського узвозу, від Андріївської гори відходить відриг що має назву гора Уздихальниця (Вздихальниця).
Різні автори по різному співвідносять Андріївську гору зі Старокиївською. За Л. Пономаренко та О.Різником, Андріївська гора розташована на схід від Старокиївської (у вузькому сенсі), а межею між ними слугує Андріївський узвіз. З цією думкою погоджується автори мультимедійної історичної енциклопедії «Київ», та як здається, автори енциклопедичного довідника «Київ» під редакцией Кудрицького. З іншого боку, В. К. Козюба, описує увесь простір від Кожум'яцького яру (сучасне урочище Гончари) до Михайловської гори, як Старокиївську гору у вузькому сенсі.

## Історія

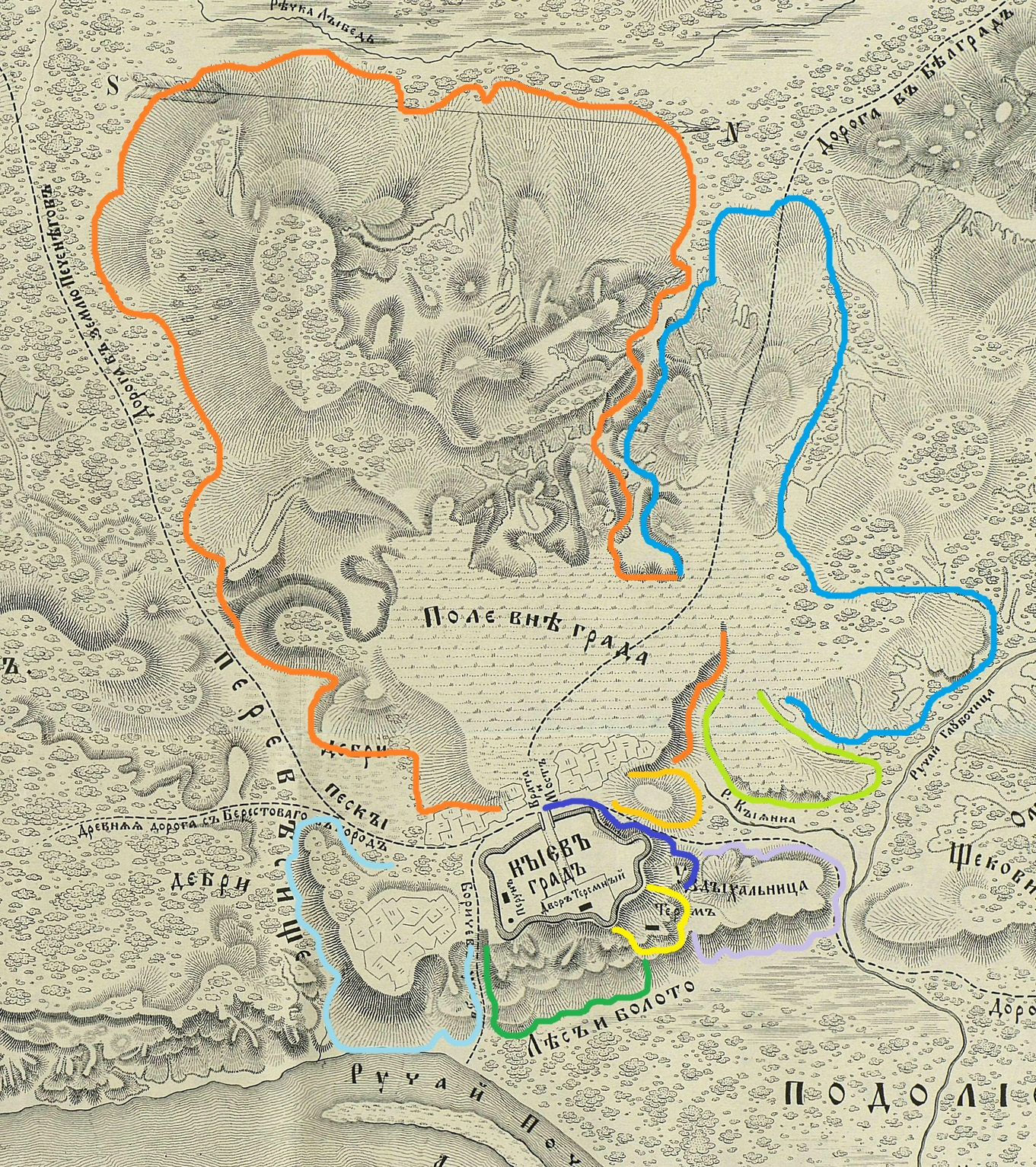
Андріївська гора;
Старокиївське плато; Старокиївська гора; Уздихальниця; Михайлівська гора; Дитинка; Кудрявець; Волова гора; Замкова гора.

На вершині гори стояв дерев'яний ідол головного слов'янського бога Перуна. Капище, складене насухо з неотесаних каменів, утворювало в плані неправильний чотирикутник. Київське святилище відкрив в 1908 році археолог В. В. Хвойка. На південь від майданчика розташовувався жертовник.
Після утвердження християнства як державної релігії на місці Перуна був встановлений хрест. Народна легенда зв'язала його з освяченням в I столітті н. е. апостолом Андрієм Первозванним (звідси назва гори), який, нібито, передбачив виникнення Києва.
В XI столітті на Андріївській горі виник Андріївський або Янчин монастир (Янка — дочка київського князя Всеволода Ярославича), де була заснована перша на Русі жіноча школа з вишивальної справи. У 1215 на Андріївській горі побудована Хрестовоздвиженська церква, яка проіснувала до початку XVII ст. Згодом на її місці була споруджена дерев'яна церква, що згоріла під час пожежі в кінці XVII ст.
У XVIII ст. на схилах Андріївської гори розміщувався Аптекарський сад.
У 1749—1753 роках на Андріївській горі споруджена Андріївська церква.